# Rose Repetto
Rose Repetto (née le 10 août 1907 à Cannes et décédée le 1984 à Paris 14e) est une styliste française d'origine italienne, créatrice du chausson et de la marque Repetto.
Par son mariage avec Edmond Petit à Cannes le 1er juin 1920, elle est la mère de Roland Petit et de Claude Petit.

## Biographie
En 1947, Rose Repetto a fondé la société internationalement renommée, Repetto, à la demande de son fils Roland Petit, à ce moment-là jeune danseur, qui revient courbatu de ses cours, souvent épuisé et parfois même rougi de filets de sang au niveau de ses pieds. Bonne couturière, Rose Repetto décide de concevoir un chausson qui permettrait une plus grande aisance dans la pratique de ce sport. En 1956, elle crée les ballerines « Cendrillon » qu’elle dédie à Brigitte Bardot. En 1959, Rose ouvre sa première boutique au 12 rue de la Paix, à Paris. De nombreux danseurs viennent s’y fournir : Maurice Béjart, Rudolf Noureev, Mikhaïl Barychnikov, Carolyn Carlson, Cyril Atanassoff, Noëlla Pontois, Juan Giuliano, le Kirov, les Folies Bergère, etc.